# Patricia Rodriguez
Patricia Rodriguez (Marfa, Texas, 1944) es una pintora, muralista, escultora y educadora estadounidense y chicana. Es cofundadora de Mujeres Muralistas, el primer colectivo muralista de mujeres chicanas en San Francisco.

## Trayectoria
Nació en Marfa, Texas en 1944,  de una madre soltera chicana y fue criada por su abuela mientras su madre trabajaba. Su abuela jugó un papel importante en el desarrollo de una identificación femenina. Rodriguez desarrolló su identidad creativa asistiendo a jamaycas (días festivos) que proporcionaban un método aceptable de creatividad femenina. Más tarde, se mudó con su familia a California y esto la ayudó a aprender un nuevo sentido sobre los límites culturales. En Texas, no se juntaba con anglosajones a menos que fueran pobres o del mismo vecindario, pero en California no había división y se juntaban. En la secundaria, comenzó a orientarse como artista, gracias a un profesor de arte que la animó a ir a la universidad y convertirse en artista. Las limitaciones y actitudes sociales fueron un obstáculo para su futuro, pero confió en su resistencia y perseverancia.
Comenzó a estudiar arte en Merritt College en 1966, donde descubrió al Frente de Arte de Liberación México-Americano (MALA-F) y el Movimiento Chicano. En 1970, recibió una beca y asistió al Instituto de Arte de San Francisco en 1972. Allí encontró que la escuela de arte era aislante y caótica y no era lo que esperaba. Estaba feliz y emocionada de ser aceptada en una escuela de arte tan prestigiosa, pero no quería ser una pintora minimalista en ese momento como todos los demás, quería pintar con mucho color. Se unió a grupos del movimiento chicano para luchar por su derecho a la educación superior y a través de este impulso, se desarrolló más como artista. Su apoyo estuvo limitado por las expectativas políticas de sus homólogos masculinos. Mientras asistía al Instituto de Arte de San Francisco, Rodriguez conoció y compartió habitación con Graciela Carrillo, en un apartamento en Balmy Alley, lugar que alberga la colección de murales más concentrada de la ciudad de San Francisco. Comenzó a estudiar a los muralistas mexicanos y se inspiró para crear un colectivo de mujeres artistas. Junto a Carrillo cofundó Mujeres Muralistas en 1974. Agregaron a más artistas a su colectivo, como Consuelo Méndez, una artista venezolana y a Irene Pérez, artista gráfica chicana.
Un año más tarde en 1975, obtuvo el Máster en Bellas Artes en la Sacramento State University.  Este mismo año, fue invitada a enseñar en la Universidad de California en Berkeley en el Departamento de Estudios Chicanos. Fue la primera artista chicana en enseñar en el sistema de esta universidad y creó el primer curso de Historia del Arte Chicano. Enseñó en varias universidades y colegios del Área de la Bahía. En la década de 1980, creó una gran cantidad de construcciones de cajas de arte para exposiciones que viajaron por todo Estados Unidos y el extranjero. En 1990, fue invitada a enseñar en el Instituto de Artes Indígenas Americanas en Santa Fe, Nuevo México, como grabadora. Después de enseñar durante un año, se quedó en Nuevo México por seis años. Enseñó en la UNM-Los Álamos a tiempo parcial y tenía un trabajo de tiempo completo como asesora estudiantil. También enseñó en el colegio comunitario Española en Nuevo México, donde pintó murales con los jóvenes. En 1997 regresó a California para enseñar en la Universidad Estatal de California en Monterey Bay; y, en 1998, comenzó clases en la Universidad Estatal de San Francisco para obtener sus créditos de Maestría en Bellas Artes.
De 2001 a 2009, trabajó como coordinadora y curadora de la galería del Centro Cultural de la Misión para las Artes Latinas en San Francisco, ayudando a artistas del extranjero a exponer sus obras. 
Está jubilada a tiempo parcial, y trabaja con jóvenes como profesora de serigrafía en Laney College en Oakland, California. Además, ha escrito artículos sobre las experiencias artísticas que ha tenido en su vida.

## Mujeres Muralistas
El Área de la Bahía de San Francisco fue un epicentro importante para los grupos del movimiento estudiantil a principios de los años 1970, pero para las Mujeres Muralistas, fue una época frustrante. Eran las únicas latinas en el Instituto de Arte y carecían de apoyo y modelos a seguir. Mujeres Muralistas comenzaron a hablar sobre el arte y los roles que éste desempeñaba en la vida de cada una. Las mujeres estaban al tanto de los movimientos muralistas que comenzaban en San Francisco, pero nunca fueron invitadas a participar en proyectos debido a la exclusividad masculina. Comenzaron a aparecer murales en Balmy Alley, donde estaba el apartamento de Rodriguez y Carrillo. Así, en 1973, junto a Carrillo inició su propio mural en un garaje frente a su apartamento. Como no tenían dinero, consiguieron andamios de la Comisión de Artes y la pintura fue donada por los vecinos. La respuesta fue muy positiva, aunque hubo quienes les dijeron que lo dejaran.
Más tarde ese año, Pérez pintó su propio mural en Balmy Alley. Ella quería que su mural hiciera una declaración contra las imágenes políticas mostradas en la mayoría de los otros murales en el Distrito de la Misión. Esta versión ampliada del arte político que incluía la naturaleza, la cultura y la familia caracterizó la obra del colectivo Mujeres Muralistas.
En 1973, se le pidió a Rodriguez que pintara un mural en el Centro Comunitario James Town para niños en el distrito de la Misión del San Francisco latino. Buscó a Méndez para que colaborará en la pintura del mural. A medida que el grupo se hizo más público y reconocido, inspiró y reclutó a más mujeres, como: Ester Hernández, Miriam Olivo, Ruth Rodriguez y Susan Cervantes.
Para Mujeres Muralistas fue significativo su reto abierto de pintar murales al aire libre y en público. Los artistas chicanos varones apoyaban su trabajo, pero los hombres que pasaban por su lugar de trabajo a menudo las acosaban. También en 1973, Méndez recibió el encargo de realizar un mural para el edificio Mission Model Cities, para el que reclutó a Rodriguez, Carrillo y Pérez para hacerlo de manera colaborativa. Por primera vez tuvieron un presupuesto pequeño. Coincidieron en que el mural debía ser muy colorido y enviar un mensaje positivo sobre la cultura latina. Cada uno se centró en conceptos diferentes y Rodriguez se centró en imágenes de Bolivia y Perú. Tuvieron que compartir el espacio y trabajaron juntas para crear una obra que medía 20x75 pies. El mural fue un homenaje a la cultura de América Latina haciendo referencia a muchos países. Incluso antes de que el mural estuviera terminado, recibió la atención de la comunidad y de los medios de comunicación. La gente de los alrededores venía a verlo y todos se sorprendieron al saber que las muralistas eran mujeres. El mural se hizo muy conocido y ayudó a que Mujeres Muralistas fueran un colectivo reconocido. Se llamó Latinoamérica, y fue la primera y última vez que el grupo central de Carrillo, Méndez, Pérez y Rodriguez trabajaría juntas en un mural. En otros murales solo trabajarían unas pocas de las miembros. Mujeres Muralistas ayudaron a desarrollar una reputación para los artistas latinoamericanos y ocupan un lugar importante en la historia del arte chicano.

### Latinoamérica
Latinoamérica es un mural creado por Mujeres Muralistas que incluían a Rodriguez, Carrillo, Méndez  y a Pérez. Creado y terminado en 1974, es el primer mural creado para el público por el colectivo Mujeres Muralistas y es considerado el más popular. Está ubicado en San Francisco en la calle Misión y la calle 25. Fue la manera que tuvo Rodriguez de presentar al colectivo Mujeres Muralistas a la comunidad como muralistas. Rodriguez y el resto de artistas de Mujeres Muralistas pintaron murales como Latinoamérica en secciones para permitir que todas expresaran sus experiencias y perspectivas. Representa diferentes aspectos de la comunidad latina que surgieron de los miembros de Mujeres Muralistas: imágenes convencionales de Bolivia y Perú de Rodriguez, imágenes de Venezuela y la familia de Méndez, herencia azteca de Carrillo y tallos de maíz y magueyes de Pérez. El mural muestra, de izquierda a derecha, llamas nativas de los Andes en América del Sur, gaiteros peruanos, diablos de Yare de Venezuela, una familia dentro de un sol indígena, un pájaro tuiuiu de Brasil, una figura de diablada boliviana y un quinto sol azteca brillando sobre una figura de princesa y guerrera, todos enmarcados por tallos de maíz. Es un obra inclusiva para los residentes de la comunidad al representar diferentes países con los que los residentes tienen una conexión, como México, Bolivia, Venezuela, Perú, Brasil y Guatemala, representando a personas (especialmente mujeres y niños), paisajes y tradiciones culturales de América Latina. Latinoamérica se describe como una “oda a la vida” porque combina la dimensión espiritual, humana y natural de las diferentes culturas de la gente del Distrito de la Misión (la comunidad de Mujeres Muralistas). Rodriguez y el resto de Mujeres Muralistas utilizaron a Latinoamérica para reconocerse y representarse a sí mismas y a la gente de su comunidad chicana/latina, especialmente a las mujeres subrepresentadas.

## Reconocimientos
En 2022, el Museo de Arte Moderno de San Francisco (SFMOMA), lanzó la publicación digital Proyecto Proyecto Mission Murals editado por Cary Cordova para documentar y divulgar a través de su página web, la historia de Mujeres Muralistas. Incluyó, además, el estreno de Las Muralistas: Our Walls, Our Stories, un documental dirigido por Javier Briones y editado por Claudia Escobar, en el que las artistas del colectivo relatan la historia de Mujeres Muralistas, su impacto femenino en el movimiento, y su contribución para abrir espacio para futuras muralistas.